# Trešnica (Sotla)
Trešnica je potok, ki se zahodno od naselja Rogatec kot desni pritok izliva v reko Sotlo, mejno reko med Slovenijo in Hrvaško. 